# Opération Magistral
Guerre d'Afghanistan
L'opération Magistral - en russe : Магистраль - est une opération de l'armée soviétique pendant la guerre d'Afghanistan qui commence fin novembre 1987 et se termine début janvier 1988. Elle est réalisée sous le commandement de Boris Gromov.

## Historique
L'opération - d'un mot russe signifiant littéralement « route magistrale », ou route principale - a pour but d'ouvrir la route de Gardêz à Khost qui est bloquée par les moudjahidines depuis plusieurs mois, afin de casser le siège de la ville et d'apporter des vivres à la population et des armes aux troupes locales. Deux divisions de la 40e armée et des unités parachutistes soviétiques y participent.
Les moudjahidines commandés par Djalâlouddine Haqqani sont défaits et la ville est « sauvée » dans une victoire soviétique majeure.
La bataille pour la colline 3234 (qui inspirera le film russe Le 9e escadron) est l'une des batailles de l'opération.

## Conséquences
L'opération Magistral a été un succès pour l'armée soviétique, mais a été menée trop tard pour qu'elle puisse avoir un effet durable sur le cours de la guerre.
En avril 1988, à la suite de la signature des accords de Genève, l'Union soviétique retire ses troupes d'Afghanistan.